# Strada di grande comunicazione Firenze-Pisa-Livorno
De Strada di grande comunicazione Firenze-Pisa-Livorno, afgekort tot FI-PI-LI (FIrenze - PIsa - LIvorno) is een vierstrooksweg (2+2) met gescheiden rijbanen die sinds de jaren 90 Florence verbindt met Pisa en Livorno. Deze autoweg is naast de Autostrada A11 (Autostrada Firenze-Mare) de tweede wegverbinding tussen de steden Florence en Pisa.
De FI-PI-LI is een superstrada (stroomweg die niet voldoet aan de standaarden voor een autosnelweg, maar met gescheiden rijbanen) en heeft een in vergelijking met de parallelle autosnelweg (autostrada) A11 een relatief smal en bochtig tracé. Er geldt een maximumsnelheid van 90 km/uur, in sommige bochten zelfs 80 of 70 km/uur. Deze weg begint bij Florence/Scandicci, kruist de A1, komt langs Empoli en Pontedera en splitst bij Cascina in een tak naar Pisa en een tak naar Livorno.